# Norman Dyhrenfurth
Norman Dyhrenfurth (7. května 1918 – 24. září 2017) byl horolezec a režisér.

## Život
Narodil se ve Vratislavi jako syn himálajských průzkumníků Güntera Dyhrenfurtha a Hettie Dyhrenfurth. Roku 1923 rodina odjela do Rakouska a o dva roky později do Švýcarska, kde získali státní občanství. Roku 1937 odjel do Spojených států amerických. Zde se později začal věnovat horolezectví. V roce 1955 se spolu s několika dalšími pokusil zdolat čtvrtou nejvyšší horu světa, Lhoce. Na jaře 1963 absolvoval první úspěšnou americkou expedici na Mount Everest. On sám expedici vedl, dalšími členy týmu byli Willi Unsoeld, Tom Hornbein, Lute Jerstad, Jim Whittaker a Jake Breitenbach, který při expedici zahynul. Dyhrenfurth na svých expedicích pořizoval také filmové záběry. Později mu prezident John Fitzgerald Kennedy předal Hubbardovu medaili. Roku 1975 se jako hlavní technický poradce podílel na filmu Vražda na Eigeru s horolezeckou tematikou. Jeho režisérem byl Clint Eastwood, který zde rovněž hrál hlavní roli. Podobnou úlohu zastával i na dalším filmu, Pět dní jednoho léta z roku 1982.